# S.T.S.
S.T.S. je rakouská hudební skupina tvořená třemi členy Gertem Steinbäckerem, Günterem Timischlem a Schiffkowitzem (vlastním jménem Helmut Röhrling). Všichni tři pocházejí ze Štýrska, ve svých písních často využívají místní dialekt. Všichni hrají na akustické kytary a jsou vokalisty. Původně vystupovali pouze jako trio doplněné klávesistou Ewaldem Beitem. Od devadesátých let vystupují s doprovodnou skupinou (baskytara, bicí, žestě).

## Diskografie

### Studiová alba
- 1981: Gegenlicht
- 1984: Überdosis G'fühl
- 1985: Grenzenlos
- 1987: Augenblicke
- 1990: Jeder Tag zählt
- 1992: Auf a Wort
- 1993: Rosegger
- 1995: Zeit
- 1998: Volle Kraft
- 2003: Herzverbunden
- 2007: Neuer Morgen

### Koncertní alba
- 1988: Auf Tour
- 2000: Live

### Kompilace Best-of
- 1989: Gö, du bleibst …
- 1990: Glanzlichter
- 1996: Die Größten Hits aus 15 Jahren
- 1998: Master Series
- 2002: Best of
- 2011: Das Beste von STS
- 2011: Die größten Hits aus über 30 Jahren Bandgeschichte

### DVD
- 2006: Herzverbunden

### Singly
- 1979: „Matter of Sex“
- 1981: „Da kummt die Sunn'“
- 1981: „Fahr aufs Land mit mir“
- 1981: „Angsthas“
- 1981: „Automaten Karl“
- 1984: „Fürstenfeld“
- 1984: „Überdosis G'fühl“
- 1985: „Irgendwann bleib I dann dort“
- 1985: „Gö, du bleibst heut Nacht bei mir“
- 1985: „Kalt und immer Kälter“
- 1986: „Großvater“
- 1987: „Mach die Aug'n zu“
- 1987: „'s ganze Leben fürn Rock'n'Roll“
- 1990: „Jeder Tag zählt“ (Promo)
- 1990: „Wieder a Sommer“ (Promo)
- 1992: „So net“
- 1992: „Kommt die Zeit“
- 1995: „Wohin die Reise“ (Promo)
- 1996: „Zeig mir dein'“ Himmel
- 2007: „Ende nie“ (Promo)
- 2011: „Großvater“